# Elizabeta Luksemburška
Elizabeta Luksemburška (1409. – 1442.) bila je kraljica Njemačke, Mađarske, Ugarske, Hrvatske i Bohemije i vojvotkinja Austrije, a nakon smrti supruga Alberta II. Habsburškog nekoliko mjeseci je vladala hrvatsko-ugarskim kraljevstvom kao kraljica do izbora novog kralja dok je u Austriji njena vlast bila prihvaćena bez ikakvog ograničenja.

## Podrijetlo
Elizabeta je rođena 7. listopada 1409. godine kao kći Žigmunda, cara Svetog Rimskog carstva, i njegove druge supruge, Barbare Celjske, kćerke Hermana II Celjskog.
Premda nije bila kćer Žigmundove prve žene, ugarske kraljice Marije, nije bila potomak Anžuvinaca.
Dana 28. rujna 1421. godine udala se za Alberta Austrijskog.
Njen muž je, po njenom nasljednom pravu, nakon smrti cara Žigmunda izabran za kralja Ugarske, Hrvatske, Bohemije i Njemačke, a ona je time postala kraljica navedenih kraljevina.
Albert je umro 1439. godine, nakon čega je Elizabeta automatski preuzela vlast u Austriji u ime djeteta kojeg je nosila, dok je u hrvatsko-ugarskom kraljevstvu njoj prepuštena vlast do izbora novog kralja. Ona se nadala vlastitom izboru kao zadnjem predstavniku luksemburške dinastije, ali premda je njen muž poginuo tijekom borbe s Osmanlijama, plemići su izabrali ratnika koji je dobio zadatak braniti hrvatsko-ugarsko kraljevstvo od budućih napada. Uslijedile su prijestolne borbe u kojima je njena vojska izgubila.
Njen jedini sin, Ladislav, postao je kralj Češke, Hrvatske i Ugarske, ali je umro sa 17 godina bez djece. Njene kćeri, Ana i Elizabeta, nastavile su Elizabetinu liniju.

## Vanjske poveznice
- Obitelj Elizabete Luksemburške[neaktivna poveznica]

| Prethodnik:              | Hrvatsko-ugarska kraljica (1439. – 1440.) | Nasljednik:                  |
| Albert II. 1437. – 1439. | Hrvatsko-ugarska kraljica (1439. – 1440.) | Vladislav I. (1440. – 1444.) |

| Prethodnik:              | Češka kraljica (1439. – 1440.) | Nasljednik:                  |
| Albert II. 1437. – 1439. | Češka kraljica (1439. – 1440.) | Vladislav I. (1440. – 1444.) |